# San Rafael (Colombia)
San Rafael è un comune della Colombia facente parte del dipartimento di Antioquia.
Il centro abitato venne fondato da un gruppo di minatori provenienti da Santa Rosa de Osos e da Donmatías nel 1864, mentre l'istituzione del comune è del 1871.